# Ophichthus rutidoderma
Ophichthus rutidoderma är en fiskart som först beskrevs av Bleeker, 1853.  Ophichthus rutidoderma ingår i släktet Ophichthus och familjen Ophichthidae. Inga underarter finns listade i Catalogue of Life.